# Liza Soberano
Hope Elizabeth Soberano (Santa Clara, 4 de janeiro de 1998) é uma atriz e modelo filipina.

## Filmografia

### Televisão
| Ano           | Título                       | Papel                | Notas                        |
| ------------- | ---------------------------- | -------------------- | ---------------------------- |
| 2011          | Wansapanatym: Mac Ulit-Ulit  | Mac                  | Temporada 1, Episódio 55     |
| 2012          | Kung Ako'y Iiwan Mo          | Claire Raymundo      | creditada como Hope Soberano |
| 2012          | Maalaala Mo Kaya: Singsing   | Gladys (jovem)       | Temporada 20, Episódio 8     |
| 2013–presente | ASAP                         | Ela mesma            | Co-apresentador              |
| 2013          | Got to Believe               | Alexa "Alex" Rodrigo | Elenco principal, adicional  |
| 2013          | Wansapanatym: Flores De Yayo | Dahlia               | Temporada 1, Episódio 134    |
| 2013          | Maalaala Mo Kaya: Box        | Una                  | Season 21, pisódio 130       |
| 2013          | Luv U                        | Pia                  | Convidado                    |
| 2014          | Maalaala Mo Kaya: Orasan     | Aileen               | Temporada 22, Episódio 168   |
| 2014–15       | Forevermore                  | Maria Agnes Calay    | Papel principal              |
| 2016          | Dolce Amore                  | Serena Marchesa      | Papel principal              |

### Filmes
| Ano  | Título               | Papel         | Notas                    |
| ---- | -------------------- | ------------- | ------------------------ |
| 2013 | Must Be... Love      | Angel Gomez   |                          |
| 2013 | She's the One        | Gillian       |                          |
| 2015 | Just The Way You Are | Sophia Taylor | baseado no livro The Bet |
| 2015 | Everyday I Love You  | Audrey Locsin |                          |
| 2024 | Lisa Frankenstein    | Taffy         | amazon prime             |

## Discografia

### Vídeos de música e aparências
| Ano  | Título                   | Artista                                                                                            | Notas                          |
| ---- | ------------------------ | -------------------------------------------------------------------------------------------------- | ------------------------------ |
| 2015 | "Shine Pilipinas"        | com Enrique Gil                                                                                    | - ABS-CBN Summer Station ID    |
| 2015 | "Feeling Carefree"       | Ela mesma                                                                                          | - Com fins endosso             |
| 2015 | "Thank You For The Love" | com Enrique Gil, Daniel Padilla, Kathryn Bernardo, James Reid, Nadine Lustre, Bamboo e Elha Nympha | - ABS-CBN Christmas Station ID |